# 東京ストリートニュース!
『東京ストリートニュース!』（とうきょうストリートニュース）は、学習研究社（現学研パブリッシング）が刊行していた首都圏の高校生向けファッション雑誌。 通称「ストニュー」。

## 概要
1995年5月に同社のファッション誌『Lemon』の別冊として創刊。高校生読者からの圧倒的な人気と支持を得て、1998年4月号より隔月刊から月刊誌化される。首都圏の高校生が読者モデルを務め、90年代後半のカリスマ高校生ブームの火付け役となった。2000年代には誌名を「Stonew」に変更しギャル系雑誌化されたが、2002年に廃刊となった。
その後、2011年11月5日に『東京ストリートニュース!大同窓会』がAOYAMA CAFEにて行われ、2012年1月20日に1号限りの特別ムックとして『東京ストリートニュース!2012』が発売された。

## モデルとして登場した有名人

### 男性
五十音順
- 石河健 - 俳優
- 石川伸一郎 - 俳優
- 泉政行 - 俳優
- 稲葉健 - タレント、俳優
- 忍成修吾 - 俳優
- 乙津大作 - ミュージシャン、俳優
- 寿里 （相川寿里） - モデル、俳優
- 高田宏太郎 - 俳優
- 妻夫木聡[2] - 俳優
- DJ SACHIHO （門田祥穂） - ミュージシャン
- DJ TOMO （元：OZROSAURUS） - ミュージシャン
- DJ FUMIYA （現：RIP SLYME） - ミュージシャン
- ToMix - ミュージシャン
- 降谷建志[2]率いる「Dragon Ash」 - ミュージシャン
- MACCHO （現：OZROSAURUS） - ミュージシャン
- 弓削智久 - 俳優

### 女性
五十音順
- 相川智華 - フリーアナウンサー
- 青木裕子[2] - 元TBS女性アナウンサー
- 臼田あさ美 （臼田麻美） - モデル、女優
- 梅宮万紗子 - 女優
- 太田在 - モデル
- 奥田恵梨華 - 女優
- 押切もえ - モデル
- 川村亜紀 - タレント、女優
- 工藤友美 - タレント（「パラパラオールスターズ」の元メンバー）
- 園原ゆかり - モデル
- 田上陽子 - 化粧品メーカーPR
- 高島彩[2] - 元フジテレビ女性アナウンサー
- 谷口絵梨 - 元女優
- 中沢なつき （中澤なつき） - 女優
- 仲埜裕貴 - 元タレント、藤本敦士（東京ヤクルトスワローズ）夫人
- 堀越のり （堀越紀子） - タレント
- 矢島ゆかり - タレント、東京ヤクルトスワローズのダンス・パフォーマーチーム「DDS」メンバー
- 山本梓 - タレント